# Sapunica
Sapunica je naziv za radio i televizijske serije dramskog tipa koje karakterizira nepostojanje klasičnog raspleta, odnosno nominalno neograničeno trajanje, odnosno broj epizoda.

## Značenje
Sapunice na početku imaju okvirni glavni zaplet i likove, ali se njemu tijekom odvijanja radnje pridodaju novi likovi i podzapleti, koji, nakon što glavni zaplet završi, postaju glavni zapleti. Time bi se trebalo garantirati kontuirano trajanje radnje, odnosno serije.
Izraz sapunica se prvi put počeo koristiti u SAD-u 1930-ih godina za žanr koji se pojavio na tada još novom mediju radija. 1940-ih su se sapunice počele proizvoditi za televiziju, te postale jedan od njegovih najpopularnijih žanrova. Izraz sapunska opera porijeklo ima u činjenici da su se te serije emitirale tijekom dana, kada su u kućama uglavnom bile domaćice, te je njima bile namijenje reklame kojima se oglašavali novi modeli sapuna i slične kućne potrepština. Procter & Gamble proizveo je i sponzorirao prvu radio sapunicu 1930-ih. (Procter & Gamble je u to vrijeme bio poznat po deterdžentima (sapunicama) te je zato došlo do riječi "sapunica" u radiju a kasnije i televiziji).
Izraz sapunica je s vremenom stekao loše značenje, te se njime često označava na početku kvalitetna TV-serija u kojoj producenti i scenaristi bizarnim i neuvjerljivim zapletima pokušavaju povećati gledanost ili produžiti trajanje.
U Latinskoj Americi se razvio poseban oblik sapunice koji se naziva telenovela. On je od kraja 1980-ih stekao veliku popularnost u svijetu i istisnuo klasični format sapunske opere koga koriste američke TV-mreže.
Danas televizijske kuće često koriste termin dramska serija kako bi gledatelje uvjerili da je riječ o seriji kvalitetnog sadržaja.

## Vrste sapunica
Često se kao sapunica u užem smislu podrazumijeva tzv. dnevna sapunica (daytime soap), koja se emitira prijepodne ili poslijepodne u doba kada su u kućama uglavnom domaćice. Epizode obično traju od 30 minuta do 60 minuta, te se emitiraju po jedna svakim radnim danom. 
Počevši s Gradićem Peytonom za američku televiziju su se počeli praviti sapunice koje se emitiraju u večernjem elitnom terminu i to po jedna epizoda tjedno. Ta je forma – večernja sapunica – kasnije stekla veliku popularnost kroz serije kao što su Dallas, "Knots Landing", "Falcon Crest" i Dinastija. 
Od kraja 1980-ih se na američkoj televiziji također prave i večernje tinejdžerske sapunice, čiji su najpoznatiji predstavnici Beverly Hills 90210 i "Melrose Place". Današnji predstavnici tog žanra su "90210", "Tračerica" i "Tree Hill".

## Poznate sapunice

### Američke sapunice
- Zvijezda vodilja (Guiding Light) (1937. – 2009.)
- Priče iz Monticella (The Edge of Night) (1956. – 1984.)
- Svijet ide dalje (As the world turns) (1956. – 2010.)
- Opća bolnica (General Hospital) (1963. – danas)
- Gradić Peyton (Peyton Place) (1964. – 1969.)
- Naši najbolji dani (Days of our lives) (1965. – danas)
- Jedan život za živjeti (One Life to Live) (1968. – 2012.)
- Sva moja djeca (All my Children) (1970. – 2011.)
- Mladi i nemirni (The Young and the Restless) (1973. – danas)
- Ljubav (Loving) (1983. – 1995.)
- Santa Barbara (1984. – 1993.)
- Dragulji i strasti (The Bold and the Beautiful) (1987. – danas)
- New York (The City) (1995. – 1997.)
- Sunset Beach (1997. – 1999.)
- Port Charles (1997. – 2003.)
- Strasti (Passions) (1999. – 2008.)

### Britanske sapunice
- The Archers (1951. – danas)
- Coronation Street (1960. – danas)
- Emmerdale (1972. – danas)
- EastEnders (1985. – danas)
- Casualty (1986. – danas)
- Hollyoaks (1995. – danas)
- Holby City (1999. – danas)
- Doctors (2000. – danas)

### Hrvatske sapunice
- Zabranjena ljubav (2004. – 2008.)
- Najbolje godine (2009. – 2011.)
- Ruža vjetrova (2011. – 2013.)
- Larin izbor (2011. – 2013.)
- Kud puklo da puklo (2014. – 2016.)
- Kumovi (2022. – 2024.)

### Talijanske sapunice
- Mjesto pod suncem (Un posto al sole) (1996. – danas)
- Čarolija (Incantesimo) (1997. – 2008.)
- Život na jezeru (Vivere) (1999. – 2008.)
- Izlog strasti (Centovetrine) (2001. – danas)
- Ukradena srca (Cuori Rubati) (2002. – 2003.)
- Agrodolce (2008. – danas)